# 1972 في نيبال
فيما يلي قوائم الأحداث التي وقعت خلال عام 1972 في نيبال.

## سياسة

### تعيين في المنصب
- 31 يناير – بيراندرا ملك نيبال ملك نيبال ‏.

### انتهاء فترة المنصب
- 31 يناير – ماهيندرا ملك نيبال ملك نيبال ‏.

## مواليد

### سبتمبر
- 22 سبتمبر – روبي رنا

## وفيات

### يناير
- 31 يناير – ماهيندرا ملك نيبال (مواليد 1920) ملك سابق في نيبال.